# Peter Knitsch

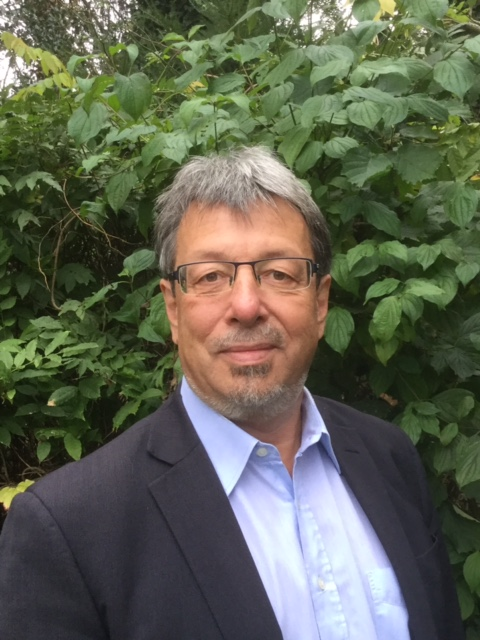
Peter Knitsch (2016)

Peter Knitsch (* 15. Mai 1960 in Düsseldorf) ist ein deutscher politischer Beamter. Er war von 2003 bis 2005 Staatssekretär im Ministerium für Umwelt, Naturschutz und Landwirtschaft des Landes Schleswig-Holstein und von 2013 bis 2017 Staatssekretär im Ministerium für Klimaschutz, Umwelt, Landwirtschaft, Natur- und Verbraucherschutz des Landes Nordrhein-Westfalen.

## Leben und Beruf
Knitsch hat ab 1982 an der Universität Bonn Rechtswissenschaften, Geschichte und Soziologie studiert. Nach dem ersten juristischen Staatsexamen 1988 in Bonn arbeitete er bis 1991 am Kriminologischen Institut der Universität (Prof. Marquart) im Rahmen eines Forschungsprojektes über die Zusammenarbeit zwischen Umweltverwaltungs- und Strafverfolgungsbehörden. Zweites juristisches Staatsexamen 1994 in Düsseldorf. 1994/95, von 2005 bis 2010 und ab 2018 Tätigkeit als selbständiger Rechtsanwalt in Erkrath. Von 1995 bis 2003 und ab 2010 verschiedene Funktionen im NRW Umwelt- und Landwirtschaftsministerium.
Knitsch ist verheiratet und Vater von drei Kindern.

## Politik
Knitsch leitete vor seiner Berufung zum Staatssekretär die Abteilung für Verbraucherschutz im NRW-Umweltministerium. Von 2003 bis 2005 hatte er bereits im Kabinett Simonis III die Funktion des Staatssekretärs im schleswig-holsteinischen Umwelt- und Landwirtschaftsministerium inne. Zwischen 1984 und 2013 war er mit Unterbrechungen Vorsitzender des Kreisverbandes von Bündnis 90/Die Grünen im Kreis Mettmann sowie Mitglied im Rat der Stadt Erkrath und dort zeitweise u. a. Fraktionsvorsitzender und Fraktionsgeschäftsführer der Ratsfraktion von Bündnis 90/Die Grünen. Seit 2014 ist Knitsch Sprecher des Ortsverbandes von Bündnis 90/Die Grünen in Erkrath und seit Dezember 2018 erneut Mitglied im Rat der Stadt Erkrath.
Vom 19. Februar 2013 bis zum 30. Juni 2017 war er Staatssekretär im von Johannes Remmel (Bündnis 90/Die Grünen) geführten Ministerium für Klimaschutz, Umwelt, Landwirtschaft, Natur- und Verbraucherschutz des Landes Nordrhein-Westfalen.